# الانقلابات العربية

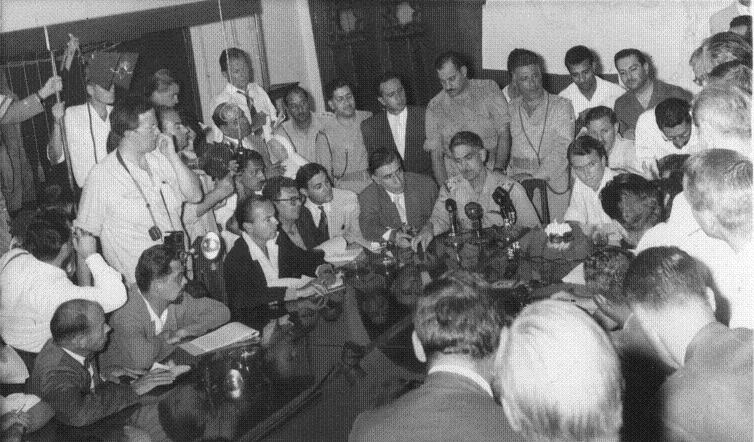
أول مُؤتمر صحفي بُعيد نهاية الملكيَّة وقيام الجُمهوريَّة العراقيَّة ويتوسَّط الصورة عبد الكريم قاسم أحد قادة حركة تموز التي أدت إلى انقضاء العهد الملكي العراقي.

الانقِلَابَاتُ العَرَبِيَّةُ أو الانقِلَابَاتُ فِي العَالَمِ العَرَبِيِّ تُشير للانقلابات العسكريَّة التي شهدها العالم العربي وكان لها دور محوري في هيكلة الأنظمة السياسيَّة العربيَّة؛ وقد ساهمت في تحويل الحُكُومات من ملكيَّة إلى جُمهوريَّة أو من مدنيَّة إلى عسكريَّة.
كان أوَّل انقلابٍ في تاريخ العالم العربي هو انقلاب بكر صدقي في العراق في 29 تشرين الأوَّل (أكتوبر) 1936 لتبدأ من بعده موجةٌ من الانقلابات العسكريَّة التي اجتاحت الديار العربيَّة تباعًا، ومن أهم تلكُمُ الانقلابات هو انقلاب يوليو الذي أفضى إلى تأسيس جُمهوريَّة مصر، وانقلاب تموز الذى أدَّى إلى نهاية الملكيَّة العراقيَّة وإعلان الجُمهوريَّة ويُعدُّ هذان الانقلابان الأهمَّ من نوعهما لما كان للعراق ومصر من تأثير عميق في السياسة العربيَّة؛ ويظهر أثرُها جليًا في الحرب العربيَّة الباردة بين الجُمهوريَّات والممالك.
لاحقًا شهدت البُلدان العربيَّة مجرًى مُتسارعًا من انقلابات أدَّت إلى ترسيخ أواصر الدكتاتوريَّة في المُجتمعات العربيَّة، كان أهمُّها انقلاب البعث في العراق وانقلاب الفراق في سوريا وانقلاب سپتمبر في ليبيا. فيما أدَّت بعض الانقلابات إلى حُرُوب أهليَّة وصراعات طويلة الأمد كالعشريَّة السوداء في الجزائر والصراع السوداني، ويُعدُّ الانقلاب العسكري في السودان في 25 تشرين الأوَّل (أكتوبر) 2021 هو آخر انقلاب عسكري شهده العالم العربي حتَّى اليوم.

## الانقلابات المشرقية

### العراق‌أ[›]
- 29 تشرين الأوَّل (أكتوبر) 1936: أوَّل انقلابٍ في تاريخ العالم العربي نفَّذه الفريق بكر صدقي وأدَّى إلى إنهاء حُكُومة ياسين الهاشمي وتشكيل حُكُومة حكمت سُليمان في المملكة العراقيَّة.
- 1 نيسان (أپريل) 1941: ويُسمَّى «حركة مايس» هو انقلابٌ قاده العُقداء الأربعة[ا] ويُعدُّ من أهمِّ الأحداث في تاريخ العراق الحديث؛ أدَّى إلى عزل عبد الإله عن وصاية العرش وتشكيل حُكُومة الدفاع الوطني بِرئاسة رشيد عالي الگيلاني؛ كما أدَّى لِتفجُّر الحرب الإنجليزيَّة العراقيَّة كَجُزء من الحرب العالميَّة الثانية.
- 14 تمُّوز (يوليو) 1958: الشَّهير بـ«حركة 14 تموز» هي حركة[ب] قادها تنظيم الضُبَّاط الوطنيين بِقيادة عبد الكريم قاسم أدَّت إلى نهاية الملكيَّة العراقيَّة وإعلان الجُمهوريَّة وإنهاء الاتحاد العربي بين المملكتين العراقيَّة والأردنيَّة؛ وتُعدُّ واحدةً من أهم الأحداث وأعمقها تأثيرًا في التَّاريخين العراقي والعربي فقد كانت مُلهمةً لِلعديد من الثورات التحرُريَّة اللَّاحقة.
- 8 شُباط (فبراير) 1963: انقلاب عسكري أدَّى إلى وصول الحركات القوميَّة والبعثيَّة إلى الحُكم في الجُمهوريَّة العراقيَّة والإطاحة بالحُكُومة القاسميَّة. بُعيد الانقلاب تولَّى العقيد عبد السَّلام عارف رئاسة الجُمهوريَّة العراقيَّة وأحمد حسن البكر رئاسة مجلس الوُزراء إلا أنه حُكٌومته لم يُقدِّر لها البقاء طويلًا؛ وقد سبَّب هذا الانقلاب تغيُرًا بالغًا وعميق الأثر في القواعد السياسيَّة في العالم العربي برُمَّته.[10]
- 18 تشرين الثَّاني (نوڤمبر) 1963: تُسمَّى عند قادتها بـ«الحركة التصحيحية» وسمَّاها البعثيون «ردة تشرين السوداء» انقلابٌ داخلي نفَّذه رئيس الجُمهوريَّة عبد السَّلام عارف وقادة آخرون لِعزل الحُكُومة البعثيَّة وإقصاء حزب البعث من الحُكم وإنهاء الحرس القومي الذي كان بِدوره تابعًا لِلحزب.[ج]
- 17 تمُّوز (يوليو) 1968: ويُسمَّى «انقلاب 17 تموز» انقلابٌ عسكريٌّ قاده حزب البعث وأدَّى لِلإطاحة بِالحُكُومة العارفيَّة[د] ووُصول حزب البعث العربي الاشتراكي إلى السُّلطة في الجُمهوريَّة العراقيَّة وتأسيس دكتاتوريَّة الحزب الواحد؛ يُعتبر الانقلاب واحدًا من أهم الوقائع في التَّواريخ العراقيَّة والعربيَّة والعالميَّة لما أعقبه من أحداث أثَّرت على مجرى التَّاريخ العالمي.

### مصر‌ب[›]
- 23 تمُّوز (يوليو) 1952: انقلاب دبَّره تنظيم الضُبَّاط الأحرار في مصر بِقيادة مُحمَّد نجيب وجمال عبد النَّاصر انتهى بِإلغاء الملكيَّة وإعلان الجُمهوريَّة الرئاسية وتأسيس مجلس قيادة الثورة المصريَّة؛[11] عُرف الانقلاب في أوَّل أمره بِـ«الحركة المُباركة» ثُمَّ سُمِّيت بـ«ثورة 23 يوليو»[12][13] ويُعدُّ الانقلاب ذا أهميَّة في التَّاريخين المصري والعربي لِما تبعه من وقائع هامَّة.
- 14 تشرين الثَّاني (نوڤمبر) 1954: انقلاب غير عسكري نظَّمه مجلس قيادة الثَّورة المصريَّة وعلى رأسه جمال عبد النَّاصر انتهى بِعزل الرَّئيس مُحمَّد نجيب.[14] يُمثِّل هذا الانقلاب نُقطة تحوِّل حاسمةً في التَّاريخ المصري لما نتج عنه من إلغاء للحياة الپرلمانيَّة في مصر وترسيخ نظام الحُكم الفردي بِقيادة الجيش.[15]
- 3 تمُّوز (يوليو) 2013: انقلاب عسكري[16] في مصر نتج عنهُ عزل الرئيس المُنتخب مُحمَّد مُرسي وتعطيل العمل بالدُّستور المصري وحلِّ مجلس الشورى.[17] وقد ترأس الانقلاب وزير الدفاع عبد الفتَّاح السيسي عقب مُظاهراتٍ طالبت بِتنحِّي مُحمَّد مُرسي عن رئاسة الجُمهوريَّة.[18]

### سوريا‌ج[›]
- 29 آذار (مارس) 1949: أوَّل انقلاب عسكري في سوريا والثَّاني في تاريخ العالم العربي[ه] قاده رئيس أركان الجيش حُسني الزعيم لِلإطاحة بالرئيس شُكري القوتلي وحُكُومة خالد العظم وتعليق العمل بالدُستور. ويُعدُّ هذا الانقلاب فاتحة تدخُل القوَّات المُسلَّحة في سياسة الدولة السوريَّة.[19]
- 14 آب (أغسطس) 1949: الانقلاب الثاني ضمن الانقلابات المُتتابعة والمُتسارعة التي شهدتها سوريا، نظمَّه القائدان سامي الحناوي ومُحمَّد أسعد طلس للإطاحة بالحُكم الفردي للرئيس حُسني الزعيم.[20][21] بعد نجاح الانقلاب بدأت تحرُّكات واسعة وطموحة للاتحاد مع العراق في المشرُوع الذي عُرِف بـ«وحدة الهلال الخصيب».[22]
- 19 كانون الثَّاني (ديسمبر) 1949: الانقلاب العسكري الثَّالث في سوريا خلال عام واحد قاده الفريق أديب الشيشكلي وأطاح بِحُكم الرئيس سامي الحناوي لِمنع الوحدة مع العراق والوقوف بِوجه أي تقارُب معه سواء أكان سياسيًا أم اقتصاديًا[23] وقد قال في هذا الصَّدد: «نحن جمهوريون ولا نحتاج لملك[و] أبدًا».[24]
- 29 تشرين الثَّاني (نوڤمبر) 1951: انقلاب عسكري دبَّره الفريق أديب الشيشكلي للمرَّة الثَّانية لِلإطاحة بِالحُكُومة السوريَّة بعدما أظهرت تعاونًا مع العراق تمهيدًا للاتحاد بين الدَّولتين؛[25] فجاء انقلاب الشيشكلي لِمنع الوحدة وحلَّ البرلمان وأعلن دُستورًا جديدًا وصار رئيسًا للبلاد تحت حُكم نظام الحزب الواحد.[26]
- 26 شُباط (فبراير) 1954: انقلاب عسكري أدَّى إلى عزل الرئيس أديب الشيشكلي والإطاحة بِنظام الحزب الواحد الذي ترأسه الأخير.[27] بعد الانقلاب سلَّم القادة العسكريون السُّلطة إلى القُوى المدنيَّة؛ لتزدهر من بعده تلك الفترة المعروفة بِتسمية «ربيع الديمقراطية».
- 28 أيلول (سپتمبر) 1961: المعروف اختصارًا بـ«انقلاب الانفصال» هو انقلاب قاده ضُبَّاط من القُوَّات المُسلَّحة السوريَّة أدَّى إلى تفكُّك الجُمهوريَّة العربيَّة المُتحدة بعد ثلاث سنواتٍ من الاتحاد بين الدَّولتين السوريَّة والمصريَّة.[28]
- 8 آذار (مارس) 1963: الشَّهير بِتسمية «ثورة الثامن من آذار» هي حركة عسكريَّة قام بها حزب البعث العربي الاشتراكي السوري لِلإطاحة بالرئيس ناظم القُدسي وحُكُومة خالد العظم، أدَّت الحركة إلى هيمنة حزب البعث على الدولة السوريَّة[29] وقد استُلهمَت الحركة من الانقلاب العسكري النَّاجح في العراق قُبيل شهرٍ من تلكُمُ الحركة.[10]
- 23 شُباط (فبراير) 1966: سلسلة من الأحداث استمرَّت على مدار ثلاثة أيام وانتهت بالإطاحة بالحُكُومة السوريَّة والقيادة العفلقيَّة[ز] في حزب البعث العربي الاشتراكي، وتأسيس حُكُومة بعثيَّة جديدة بقيادة صلاح جديد.[30] وقد مثَّل هذا الانقلاب بداية الانقسام بين حزب البعث العراقي وحزب البعث السوري.[31]
- 16 تشرين الثَّاني (نوڤمبر) 1970: الشَّهير بِتسمية «الحركة التصحيحية»[32][33] هي حركة عسكريَّة غير دمويَّة ترأسها حافظ الأسد وقادة آخرون انتهت بِعزل الرَّئيس صلاح جديد وحُلفائه؛ وقد أدَّت إلى اعتماد دُستور جديد لِلبلاد وتوحيد الأحزاب السوريَّة في الجبهة الوطنيَّة التقدميَّة وانتخاب حافظ الأسد رئيسًا للجمهوريَّة العربيَّة السوريَّة.[34]

### اليمن‌د[›]
- 26 أيلول (سپتمبر) 1962: انقلابٌ عسكري قاده عبد الله السلَّال للإطاحة بالملكيَّة المُتوكليَّة والإمامة الزيدية في اليمن بعد مُلكٍ دام ألف عامٍ من الزَّمن[35] وإقامة الجُمهوريَّة اليمنيَّة؛ كما أدَّى الانقلاب إلى اندلاع الحرب بين القُوى الملكيَّة والقُوى الجُمهورياتيَّة في اليمن.[36]
- 5 تشرين الثَّاني (نوڤمبر) 1967: انقلاب أدَّى إلى عزل الرَّئيس عبد الله السلَّال وتأسيس مجلس جُمهوري جديد لِقيادة الجُمهوريَّة الفتيَّة؛ ويُعد انقلابًا غير دموي لأنه تمَّ حينما كان المُشير عبد الله السلَّال خارج البلاد في زيارة رسميَّة إلى العراق.[37][38]

## هوامش
- ^ أ: فهرس الأعلام والرايات للدولة العراقيَّة في المقالة.
: علم المملكة العراقيَّة يُشير إلى وُقُوع الانقلاب في العهد الملكي العراقي أو في القُطر العراقي للاتحاد العربي بين العراق والأردن الذي انقضى أجله عقب إعلان الجُمهوريَّة.
: أول علم للعراق بُعيد انقضاء الملكيَّة وقيام الجُمهوريَّة ويُشير إلى وُقُوع الانقلاب في الجُمهورية العراقيَّة الأُولى في الحُكُومة القاسميَّة أو حُكُومة عبد الكريم قاسم.
: علم العراق عقب انتهاء الجمهورية العراقية إبان حُكم عبد الكريم قاسم ويُشير إلى وُقُوع الانقلاب في الجُمهوريَّة العراقية إبان الحُكم القومي أو الجُمهورية العراقيَّة إبان الحُكم البعثي.

- ^ ب: فهرس الأعلام والرايات للدولة المصريَّة في المقالة.
: الراية الوطنيَّة لمصر في الفترة الملكيَّة وتُشير إلى وقوع الانقلاب في المملكة المصريَّة.
: العلم الأول لمصر عقب إقرار النظام الجُمهوري ويُشير إلى وقوع الانقلابات في الفترة الجُمهوريَّة الأولى.
: علم جُمهوريَّة مصر العربيَّة مُنذ أن أُقِرَّ إلغاء اتحاد الجُمهوريَّات العربيَّة حتَّى الوقت الحالي.

- ^ ج: فهرس الأعلام والرايات للدولة السوريَّة في المقالة.
: أوَّل علم للدولة السوريَّة بعد استقلالها عن الحُكم الفرنسي ويُشير إلى وقوع الانقلابات في هذه الفترة.
: علم الجُمهوريَّة العربيَّة المُتحدة بين الدَّولتين المصريَّة والسوريَّة ويُشير إلى وُقوع الانقلاب في القُطر السوري من تلك الفترة.
: علم الجُمهوريَّة العربيَّة السوريَّة وتظهر فيه ثلاث نُجُوم في إشارة إلى الوحدة بين العراق وسوريا ومصر.

- ^ د: فهرس الأعلام والرايات للدولة اليمنيَّة في المقالة.
: الراية الوطنيَّة للمملكة المُتوكلية اليمنيَّة وتُشير إلى وقوع الانقلاب في العهد الملكي.
: أول علم للجُمهوريَّة اليمنيَّة عقب زوال الملكيَّة المُتوكليَّة ويُشير إلى وُقوع الانقلاب في الفترة سالفة الذِكر.

## حواشٍ
1. ↑  العقداء الأربعة هم: صلاح الدين الصبَّاغ وفهمي سعيد وكامل شبيب ومحمود سلمان.
2. ↑  وسُمِّيت بـ«الحركة» بِسبب الخلاف حول تسميتها بين الانقلاب والثَّورة.
3. ↑  الحرس القومي هي ميليشيات بعثيَّة كانت من أهم أسباب الانقلاب على حُكُومة البعث الأولى لِما صدر منه من أعمال الشغب.
4. ↑  أي حُكُومة الرئيس عبد الرحمن عارف.
5. ↑  يعُدُّه آخرون أول انقلاب في الوطن العربي لأنه أدَّى إلى إقامة حُكم عسكري مُباشر وهذا ما لم يطرأ في المملكة العراقيَّة بعد انقلاب بكر صدقي.
6. ↑  ويعني ملك العراق؛ إذ كان العراق ملكيًا حين ابتدأت مساعي الوحدة بين الدولتين.
7. ↑  العفلقيون هم البعثيون الذين اتبعوا أفكار ميشيل عفلق.

## انظُرأيضًا
- قائمة الدول العربية حسب النظام السياسي
- الحرب العربية الباردة